# Winfried Hofmann
Winfried Hofmann (* 1931 in Essen; † 25. Februar 2022 in Paderborn) war ein deutscher Medienpädagoge und Rektor der Katholischen Fachhochschule Nordrhein-Westfalen.

## Leben
Hofmann studierte Germanistik, Anglistik, Volkskunde, Geschichte Philosophie und Pädagogik und schloss 1958 sein Studium mit einer Promotion ab. Anschließend arbeitete er zehn Jahre an der Universität Bonn, bevor er 1971 Professor für Medienpädagogik im Bereich der verbalen Kommunikation an der Katholischen Fachhochschule Nordrhein-Westfalen, Abteilung Paderborn wurde. Zwischen 1991 und 1995 war er Rektor der Katholischen Fachhochschule Nordrhein-Westfalen.

## Schriften (Auswahl)
- Das Rheinische Sagwort. Ein Beitrag zur Sprichwörterkunde. Siegburg 1959.
- Flegels haben Wir genug im lande. Friedrich der Große in Zeugnissen, Berichten und Anekdoten. Frankfurt am Main: Ullstein 1986
- Unsere Heiligen als Schutzpatrone. Legenden und Biographien. Regensburg: Pustet 1987.
- Der Alte Fritz in Anekdoten. Frankfurt am Main: Ullstein 1992.